# Lothar Beutel
Lothar Beutel (ur. 6 maja 1902 w Lipsku, zm. 16 maja 1986 w Berlinie Zachodnim) – SS-Brigadeführer, wysoki rangą funkcjonariusz SD, niemiecki zbrodniarz wojenny. W czasie kampanii wrześniowej dowódca Einsatzgruppe IV - specjalnej grupy operacyjnej SD i policji bezpieczeństwa działającej na terenach Pomorza, Podlasia i Warszawy.

## Przed 1939
Lothar Beutel był z zawodu aptekarzem. W czasie I wojny światowej walczył w szeregach armii Cesarstwa Niemieckiego. Po zakończeniu działań wojennych zaciągnął się w szeregi paramilitarnych Freikorpsów. Stosunkowo wcześnie związał się z ruchem nazistowskim. Do NSDAP wstąpił w 1929 (nr legitymacji 135 238), a w szeregi SS – w 1930 (nr legitymacji 2422).
W 1934 Beutel jako szef nadrejonu SD „Środek” (SD-Oberabschnitt „Mitte”) brał udział w czystce tzw. „nocy długich noży”, w trakcie której likwidował zwolenników przywódcy SA, Ernsta Röhma, na terenie Saksonii. W grudniu 1937 objął stanowisko szefa nadrejonu SD „Południe” oraz kierownika placówki Gestapo (Stapo-Leitstelle) w Monachium. Jednocześnie pełnił funkcję komendanta policji bezpieczeństwa i służby bezpieczeństwa (IdS) na terenie okręgów wojskowych VII i XIII. W kwietniu 1939 awansował do stopnia SS-Brigadeführera.

## Dowódca Einsatzgruppe IV
Pod koniec lata 1939 Beutel objął dowództwo Einsatzgruppe IV (znanej też jako Einsatzgruppe Dramburg) – jednej z pięciu (później ośmiu) specjalnych grup operacyjnych niemieckiej policji bezpieczeństwa i służby bezpieczeństwa, które po rozpoczęciu inwazji na Polskę miały podążać w ślad za regularnymi formacjami Wehrmachtu. Zgodnie z założeniami tzw. operacji „Tannenberg” zadaniem Einsatzgruppen miało być przede wszystkim „zwalczanie wszystkich wrogich Rzeszy i Niemcom elementów na tyłach walczących wojsk” oraz „ujęcie osób niepewnych pod względem politycznym” (zwłaszcza tych, których nazwiska figurowały w tzw. Sonderfahndungsbuch Polen). Jednostka Beutela miała towarzyszyć dywizjom niemieckiej 4. Armii, której przypadło zadanie opanowania tzw. „polskiego korytarza” na Pomorzu.
Beutel dowodził Einsatzgruppe IV do połowy października 1939. W tym czasie jego jednostka operowała na terenach Pomorza, północnego Mazowsza i Podlasia, by wreszcie w dniu 1 października wkroczyć do Warszawy. Beutel odpowiadał za wszystkie zbrodnie popełnione w tym okresie przez podległych mu funkcjonariuszy Sipo i SD. W szczególności jego konto obciążał udział w krwawej pacyfikacji Bydgoszczy, gdzie pod pretekstem walki z rzekomym polskim powstaniem członkowie EG IV zamordowali we współpracy z Wehrmachtem od 500 do 800 mieszkańców miasta (5-12 września). Między innymi, na mocy porozumienia zawartego pomiędzy Beutelem a generałem Braemerem (wojskowym komendantem miasta) armia przekazała do dyspozycji EG IV około 120-150 aresztowanych w mieście Polaków, których na rozkaz SS-Brigadeführera rozstrzelano następnie w pobliskich lasach.
W kolejnych tygodniach funkcjonariusze EG IV dokonywali jeszcze m.in. antyżydowskich pogromów na terenach Mazowsza i Podlasia oraz przeprowadzili w Warszawie masowe aresztowania polskich inteligentów (tylko 8 października zatrzymano 354 warszawskich księży i nauczycieli).

## Dalsze losy
Kierownictwo RSHA planowało, że po zakończeniu walk w Polsce Beutel obejmie stanowisko komendanta policji bezpieczeństwa i służby bezpieczeństwa (BdS) na terenie nowo utworzonego Generalnego Gubernatorstwa. W międzyczasie wyszło jednak na jaw, że Beutel dopuszczał się malwersacji i korupcji na szeroką skalę.
Okazało się, że już w pierwszych dniach niemieckiej okupacji Warszawy Beutel zarekwirował sejf warszawskiego hotelu Savoy, który wypełnił zrabowanymi ludności cywilnej podczas kampanii wrześniowej dewizami i dobrami luksusowymi, a następnie przesyłał samolotem do Niemiec walizy wypełnione kosztownościami. 23 października 1939 został odwołany ze stanowiska szefa EG IV i zdegradowany do stopnia SS-mana przez Heinricha Himmlera za „kradzież własności państwowej”, a po kilku tygodniach aresztowany w Monachium i wysłany do obozu koncentracyjnego Dachau, skąd jednak po pewnym czasie został wypuszczony i powrócił do służby w SS. Jego miejsce zajął Josef Meisinger.
Podczas kampanii francuskiej Beutel walczył w szeregach Dywizji SS „Totenkopf”. W listopadzie 1940 został awansowany do stopnia SS-Hauptsturmführera. W 1944 został ponownie zmobilizowany w szeregi Waffen-SS. Odniósł rany podczas walk na Węgrzech. W czerwcu 1945 trafił do sowieckiej niewoli, w której przebywał do 1955. Po powrocie do Niemiec Zachodnich pracował jako aptekarz.
W 1965 został zatrzymany w związku z oskarżeniami w sprawie zbrodni popełnionych przez jego jednostkę podczas kampanii wrześniowej w Polsce. Spędził wówczas pewien czas w areszcie śledczym. Ostatecznie jednak w 1971 roku 8. Senat Karnego Sądu Krajowego w Berlinie umorzył „z braku dowodów winy” śledztwo przeciw Beutelowi. Na decyzję sądu nie wpłynął fakt, że Beutela obciążały zeznania jego podkomendnego, dr Waltera Hammera, jak również częściowo jego własne zeznania, złożone zaraz po aresztowaniu w 1965.